# 제임스 매슬로
제임스 매슬로(James Maslow, 1990년 7월 16일 ~ )은 미국의 싱어송라이터이자 배우로, 《빅 타임 러시》에서 제임스 다이아몬드(James Diamond) 역으로 잘 알려져 있다.

## 출연 작품

### 영화
- 2022년 울프하운드 - 데이빗 홀든 역